# Onthophagus glaucinus
Onthophagus glaucinus là một loài bọ cánh cứng trong họ Bọ hung (Scarabaeidae).